# Bovrången
Bovrången är en sjö i Västerviks kommun i Småland och ingår i Botorpsströmmens huvudavrinningsområde. Sjön har en area på 0,19 kvadratkilometer och ligger 37,3 meter över havet. Sjön avvattnas av vattendraget Isnäsström (Yxeredsån).

## Delavrinningsområde
Bovrången ingår i det delavrinningsområde (639152-153290) som SMHI kallar för Mynnar i Stora Flugen. Medelhöjden är 62 meter över havet och ytan är 7,68 kvadratkilometer. Räknas de 17 avrinningsområdena uppströms in blir den ackumulerade arean 429,01 kvadratkilometer. Isnäsström (Yxeredsån) som avvattnar avrinningsområdet har biflödesordning 2, vilket innebär att vattnet flödar genom totalt 2 vattendrag innan det når havet efter 17 kilometer. Avrinningsområdet består mestadels av skog (90 procent). Avrinningsområdet har 0,55 kvadratkilometer vattenytor vilket ger det en sjöprocent på 7,1 procent.